# Powiat Kłobucki
Der Powiat Kłobucki ist ein Powiat (Kreis) in der polnischen Woiwodschaft Schlesien. Der Powiat liegt nordwestlich der Stadt Częstochowa. Er hat eine Fläche von 889,15 km², auf der etwa 84.750 Einwohner leben.

## Gemeinden
Der Powiat umfasst neun Gemeinden, davon zwei Stadt-und-Land-Gemeinden und sieben Landgemeinden.

### Stadt-und-Land-Gemeinden
- Kłobuck
- Krzepice

### Landgemeinden
- Lipie
- Miedźno
- Opatów
- Panki
- Popów
- Przystajń
- Wręczyca Wielka

## Politik

Flagge des Powiat Kłobucki

Die Kreisverwaltung wird von einem Starosten geleitet. Von 2014 bis 2023 war dies Henryk Kiepura (PSL), der bei der Parlamentswahl 2023 in den Sejm gewählt wurde. Seit 2024 ist sein Parteifreund Dariusz Pilśniak neuer Starost.

### Kreistag
Der Kreistag besteht aus 21 Mitgliedern, die von der Bevölkerung gewählt werden. Die turnusmäßige Wahl 2024 brachte folgendes Ergebnis:
- Prawo i Sprawiedliwość (PiS) 30,9 % der Stimmen, 9 Sitze
- Trzecia Droga (TD) 26,1 % der Stimmen, 6 Sitze
- Wahlkomitee „Gemeinsam können wir mehr erreichen – Koalition der Lokalverwaltungen“ 15,6 % der Stimmen, 3 Sitze
- Wahlkomitee „Lokale Verwaltungsunion des Landkreises Kłobucki“ 13,5 % der Stimmen, 2 Sitze
- Koalicja Obywatelska (KO) 9,4 % der Stimmen, 1 Sitz
- Wahlkomitee „Lokalpakt 2024“ 5,5 % der Stimmen, kein Sitz

Die turnusmäßige Wahl 2018 brachte folgendes Ergebnis:
- Polskie Stronnictwo Ludowe (PSL) 33,3 % der Stimmen, 8 Sitze
- Prawo i Sprawiedliwość (PiS) 29,9 % der Stimmen, 8 Sitze
- Wahlkomitee „Lokale Verwaltungsunion des Landkreises Kłobucki“ 11,2 % der Stimmen, 2 Sitze
- Sojusz Lewicy Demokratycznej (SLD) / Lewica Razem (Razem) 9,9 % der Stimmen, 1 Sitze
- Wahlkomitee „Koalition der Lokalverwaltungen“ 8,5 % der Stimmen, 2 Sitze
- Übrige 7,2 % der Stimmen, kein Sitz